# Nevermind
Nevermind je drugi studijski album američkog rock sastava Nirvana. Diskografska kuća DGC Records objavila ga je 24. rujna 1991. godine. Mnogo izdavača ponudilo joj je ugovor, no Nirvana ga je na koncu potpisala s DGC Recodsom, podružnicom Geffen Recordsa, na temelju višekratnih preporuka Kim Gordon iz Sonic Youtha i menadžmenta tog sastava. Producent albuma je Butch Vig i prvi je uradak skupine koji je objavila veća diskografska kuća, kao i prvi na kojem je bubnjeve svirao Dave Grohl. Naslovnicu, koja prikazuje golu bebu kako pliva za dolarom na udici koji je izvan njezina dosega, smatra se jednom od najpoznatijih naslovnica albuma uopće.
Za Nevermind Kurt Cobain napisao je nekoliko pjesama nadahnute izvođačima kao što su The Melvins, R.E.M., The Smithereens i The Pixies. Na glazbeni stil na albumu presudan je utjecaj imao i singl "Sliver", koji je 1990. godine objavio Sub Pop i za koji je Cobain izjavio: "[Ta je pjesma] bila poput čvrste izjave. Morao sam napisati pop pjesmu i objaviti je kao singl da bih ljude pripremio za idući album. Želio sam napisati još takvih pjesama."
Iako u početku očekivanja za komercijalni uspjeh nisu bila visoka, Nevermind je neočekivano postao iznimno uspješan. U siječnju 1992. pojavio se na prvom mjestu američke ljestvice Billboard 200. Glavni singl "Smells Like Teen Spirit" dobio je pohvale kritičara i pojavio se na šestom mjestu ljestvice Billboard Hot 100. Potom su objavljena tri također uspješna singla: "Come as You Are", "Lithium" i "In Bloom". U vrijeme najvećeg komercijalnog uspjeha Nevermind je tjedno prodavan u otprilike 300.000 primjeraka. U anketi Pazz & Jopa Nevermind je izabran za najbolji album godine; "Smells Like Teen Spirit" u toj je anketi izabran za singl godine i glazbeni spot godine. 
Nevermind je diljem svijeta prodan u više od 30 milijuna primjeraka, zbog čega je jedan od najprodavanijih glazbenih uradaka svih vremena. U ožujku 1999. postigao je dijamantnu nakladu u SAD-u. Nevermind je djelomično zaslužan za to što su grunge i alternativni rock ušli u glavnu struju glazbe i pojavljuje se na visokim mjestima popisa najboljih i najutjecajnijih albuma svih vremena, a brojni glazbeni časopisi navode ga i kao najbolji album 1990-ih. Godine 2005. Kongresna biblioteka uvrstila je Nevermind u Nacionalni registar tonskih snimki, popis u kojem se nalaze "kulturno, povijesno ili estetski važne" glazbene snimke.

## Pozadina
Nirvana je bio rock sastav iz Aberdeena u Washingtonu koji su 1987. osnovali Kurt Cobain i Krist Novoselic i koji je potpisao ugovor s nezavisnim izdavačem Sub Popom u Seattleu. Grupa je 1989. godine objavila debitantski album Bleach, a na njemu je bubnjeve svirao Chad Channing. Međutim, Channing je napustio Nirvanu 1990. godine i skupini je bio potreban stalni bubnjar. Na koncertu hardcore punk sastava Scream njegov se bubnjar Dave Grohl dojmio Cobaina i Novoselica. Kad se Scream neočekivano raspao, Grohl je kontaktirao s Novoselicem, otputovao u Seattle i ubrzo je pozvan u grupu. Novoselic je kasnije izjavio da je sve "sjelo na svoje mjesto" kad se Grohl pridružio Nirvani.
Cobain je u međuvremenu pisao nekoliko novih pjesama. U to je vrijeme slušao grupe poput The Melvins, R.E.M., The Smithereens i Pixies – ti su ga izvođači nadahnuli na skladanje melodičnijih pjesama. Ključan je bio singl "Sliver", koji je Sub Pop objavio 1990. godine (prije Grohlova priključenja skupini) i za koji je Cobain izjavio: "[Ta je pjesma] bila poput čvrste izjave. Morao sam napisati pop pjesmu i objaviti je kao singl da bih ljude pripremio za idući album. Želio sam napisati još takvih pjesama." Grohl je komentirao da je u to vrijeme sastav često uspoređivao svoju glazbu s glazbom za djecu jer je skladbe pojednostavljivao koliko je god to bilo moguće.
Početkom 1990-ih Sub Pop počeo je imati probleme s financijama. Govorkalo se da će Sub Pop postati podružnica veće diskografske kuće te je stoga grupa odlučila da ne želi nikakve posrednike i odlučila je potpisati ugovor s većim izdavačem. Mnogo izdavača ponudilo joj je ugovor, no Nirvana ga je na koncu potpisala s DGC Recodsom, podružnicom Geffen Recordsa, na temelju višekratnih preporuka Kim Gordon iz Sonic Youtha i menadžmenta tog sastava.

## Snimanje i produkcija
Početkom devedesetih godina 20. stoljeća Nirvana je počela planirati drugi uradak za Sub Pop s privremenim nazivom Sheep. Kao potencijalnog producenta za taj album Bruce Pavitt, čelnik Sub Popa, predložio je Butcha Viga. Nirvani se posebice sviđao Vigov rad s Killdozerom i odlučila ga je nazvati i reći mu: "Želimo zvučati jednako žestoko kao taj album." Grupa je otišla u Vigov studio Smart Studios u Madisonu u Wisconsinu i ondje je snimala od 2. do 6. travnja 1990. Veći dio osnovnih aranžmana pjesama do tog je vremena bio dovršen, no Cobain je i dalje pisao tekstove i skupina nije bila sigurna koje pjesme može snimiti. Na koncu je snimljeno osam pjesama: "Immodium" (kasnije preimenovana u "Breed"), "Dive" (kasnije objavljena kao B-strana na singlu "Sliver"), "In Bloom", "Pay to Play" (na koncu preimenovana u "Stay Away" i promijenjen joj je tekst), "Sappy", "Lithium", "Here She Comes Now" (objavljena na albumu Velvet Underground Tribute Album: Heaven and Hell Volume 1) i "Polly". Dana 6. travnja sastav je održao koncert u Madisonu s Tadom, još jednom grupom iz Seattlea. Vig je počeo miksati snimke dok je Nirvanu 7. travnja u Madisonu intervjuirala Madisonova radiostanica WORT. Članovi skupine planirali su snimiti još pjesama, ali je Cobain napregnuo svoj glas, zbog čega je sastav bio prisiljen prestati sa snimanjem. Grupa je 8. travnja otišla u Milwaukee kako bi započela dugotrajnu turneju diljem Srednjeg zapada i istočne obale SAD-a, tijekom koje je u 39 dana održala 24 nastupa. Vig je informiran da će se grupa vratiti kako bi snimila još pjesama, no producent neko vrijeme nije dobio nikakvu povratnu informaciju. Budući da je nakon turneje iz skupine izišao bubnjar Chad Channing, dodatno je snimanje odgođeno. Nirvana se poslužila snimkama iz Madisona kao demouratkom koji bi ponudila novoj diskografskoj kući. Nakon nekoliko mjeseci te su snimke kružile među većim izdavačima i grupa je počela biti popularnija.
Nakon što je potpisala ugovor s DGC-om, skupini je predloženo nekoliko producenata, među kojima su bili Scott Litt, David Briggs i Don Dixon, no Nirvana je i dalje željela raditi s Vigom. Novoselic je 2001. komentirao da je sastav bio pod stresom jer je snimao za većeg izdavača, a producenti koje je DGC predlagao željeli su postotne bodove za rad na albumu. Grupa je odlučila zadržati Viga jer joj je bilo ugodno surađivati s njim. Uz budžet od 65.000 dolara Nirvana je Nevermind snimala u Sound City Studiosu u Van Nuysu u Kaliforniji od svibnja do lipnja 1991. godine. Uradak je izvorno trebala snimiti između ožujka i travnja 1991., ali usprkos tome što su članovi željeli početi sa snimanjem, vrijeme snimanja više je puta odgađano. Kako bi zaradila dovoljno novaca kojim bi platila benzin za put do Los Angelesa Nirvana je održala nastup tijekom kojeg je prvi put odsvirala "Smells Like Teen Spirit". Prije početka snimanja sastav je Vigu poslao nekoliko probnih snimki s pjesmama snimljenima u Smart Studiousu, ali i novijim skladbama među kojima su bile "Smells Like Teen Spirit" i "Come as You Are".
Kad je stigla u Kaliforniju, Nirvana se nekoliko dana bavila pretprodukcijom, tijekom koje je s Vigom poboljšala aranžmane nekih pjesama. Jedina pjesma koja je preostala iz Smart Studiosa je "Polly", na kojoj je na činelama svirao Chad Channing. Kad je počelo snimanje, skupina je radila osam do deset sati dnevno. Članovi su često u dva ili tri pokušaja snimili instrumentalne dionice; ako do tada rezultati ne bi bili zadovoljavajući, prebacili bi se na neku drugu pjesmu. Toliko je puta uvježbavala pjesme prije snimanja da joj je uglavnom bilo potrebno samo nekoliko pokušaja da dođe do ciljanih rezultata. Cobain se koristio različitim gitarama, Stratocasterima i Jaguarima, a Novoselic se služio bas-gitarama marke Gibson Ripper iz 1979. (koja je bila crne boje) i 1976. Novoselic i Grohl dovršili su basističke i bubnjarske dionice u nekoliko dana, no Cobain je morao dulje raditi na presnimavanju gitarističkih dionica i pjevanju, a pogotovo na tekstovima (koje je katkad dovršio tek netom prije snimanja). Na raznim je snimkama Cobain toliko dosljedno pjevao da ih je Vig pomiješao kako bi stvorio dijelove za presnimavanje. Vig je izjavio da se morao poslužiti lukavstvom da bi nagovorio Cobaina da dodatno snima dionice za presnimavanje jer nije bio sklon višestrukom snimanju. Čak ga je uvjerio da na pjesmi "In Bloom" pjeva preko postojeće snimke rekavši mu da je "to činio John Lennon." Iako je uglavnom snimanje teklo glatko, Vig je izjavio da je Cobain katkad bio zlovoljan i da tad bilo teško razgovarati s njim: "Odlično bi se ponašao sat vremena, a onda bi sjeo u kut sobe i sat vremena ništa ne bi rekao."
Nakon snimanja Vig i skupina krenuli su miksati album. Međutim, već nakon nekoliko dana i Vig i članovi Nirvane shvatili su da im se miksevi ne sviđaju. Zbog toga su odlučili pozvati nekoga da nadgleda miksanje, a DGC, podružnica Geffen Recordsa, poslala im je popis mogućih kandidata za taj posao. Na popisu se pojavilo nekoliko poznatih imena, među kojima su Scott Litt (poznat po radu s R.E.M.-om) i Ed Stasium (koji je radio s The Ramonesom i The Smithereensom). Ipak, Cobain se bojao da će zbog poznatijih miksera uradak zvučati kao album tih sastava. Zbog toga se odlučio za Andyja Wallacea (koproducenta Slayerova albuma Seasons in the Abyss iz 1990.), koji se nalazio na dnu tog popisa. Novoselic se prisjetio: "Rekli smo 'tako je, može' jer su ti Slayerovi albumi bili prilično žestoki." Wallace je pjesmama stavljao različite specijalne efekte i mijenjao je zvuk bubnjeva; uglavnom bi svaki dan dovršio miks jedne pjesme. I Wallace i Vig nekoliko godina kasnije istaknuli su da su se članovima grupe ti miksevi svidjeli. Međutim, nakon objave albuma članovi Nirvane izjavili su da im se ne sviđa taj čist zvuk koji je bio mikserov doprinos Nevermindu. U Come as You Areu Cobain je rekao: "Sad se stidim produkcije na Nevermindu. Sličnija je albumu Mötley Crüea nego nekom punk rock albumu."
Nevermind je masteriran tijekom poslijepodneva 2. kolovoza u The Mastering Labu u Hollywoodu. Howie Weinberg sam je počeo raditi jer se u studiju nitko nije pojavio u dogovoreno vrijeme; kad su Nirvana, Andy Wallace i Gary Gersh stigli, Weinberg je već masterirao veći dio albuma. Jedna od pjesama masteriranih tog dana, skrivena skladba "Endless, Nameless" koja se trebala pojaviti na kraju pjesme "Something in the Way", slučajno se nije pojavila na prvim primjercima albuma. Weinberg je izjavio: "Na početku smo se dogovorili da ćemo tu pjesmu staviti na kraj. Možda sam pogrešno shvatio njihove upute – ako želite, možete reći da sam pogriješio. Možda ju nisam zapisao kad je Nirvana ili izdavačka kuća rekla da je trebam zapisati. Zbog toga se nije pojavila na prvih dvadeset tisuća CD-ova, albuma i kazeta." Weinberg je za buduća izdanja albuma kasnije poslušao uputstva i dodao oko deset minuta tišine između završetka "Something in the Way" i početka skrivene skladbe.

## Glazba
Nirvana – Come as You Are

Cobain, glavni pisac pjesama u Nirvani, mahom se koristio kvintakordima i pisao je pjesme koje su spajale upečatljive glazbene fraze pop glazbe s disonantnim gitarskim rifovima. Želio je da pjesme na Nevermindu zvuče kao "The Knack i Bay City Rollers koje siluju Black Flag i Black Sabbath". Na mnogim je pjesmama na Nevermindu prisutna promjena u dinamici – glazba je tiša prije i poslije refrena, a glasnija na refrenima. Dave Grohl izjavio je da je taj pristup nastao u četiri mjeseca prije snimanja albuma, kad je sastav na svojim neobveznim svirkama eksperimentirao s ekstremnim promjenama u dinamici. Međutim, snimke pjesama kao što su "Lithium" i "In Bloom" iz studija Smart Studios dokazuju da je skupina skladala pjesme na takav način davno prije nego što joj se Grohl pridružio.
Guitar World napisao je: "Zvuk gitare Kurta Cobaina na Nirvaninu Nevermindu postavili su temelje rock glazbi devedesetih." Na Nevermindu Cobain je svirao Fender Mustang iz 1960-ih, Fender Jaguar s DiMarzijevim magnetima i nekoliko Fender Stratocastera s humbuckerima na mostu. Služio se i distorzijom i chorus pedalama za glavne zvučne efekte, a potonjim se koristio kako bi stvorio "vodenast" prizvuk na "Come as You Are" i stihovima pred refren u pjesmi "Smells Like Teen Spirit". Krist Novoselic ugodio je bas-gitaru in Dis "kako bi dobio taj debeli zvuk."

### Tekstovi
Grohl je izjavio da mu je Cobain rekao "Prvo ide glazba, a onda tekstovi" i dodao je da se Cobain najviše usredotočio na melodije svojih pjesama. Cobain je i dalje pisao tekstove u vrijeme snimanja Neverminda. K tome, Cobainovo izražavanje na albumu često je teško razumljivo. Vig je komentirao da čistoća Cobainova pjevanja nije izvanredna i izjavio: "Čak i kad niste bili posve sigurni o čemu pjeva, znali ste da je prilično intenzivno." Cobain se kasnije požalio na to što novinari rock časopisa pokušavaju dešifrirati njegove tekstove i njihovu tematiku: "Zašto, za Boga miloga, novinari uporno pišu drugorazredna frojdovska iščitavanja mojih tekstova kad ih pogrešno transkribiraju u 90 posto slučajeva?"
Charles R. Cross u svojoj je biografiji o Cobainu Kosa anđela iz 2001. godine izjavio da brojne pjesme na Nevermindu govore o Cobainovoj disfunkcionalnoj vezi s Tobi Vail. Nakon što su prekinuli, Cobain je počeo pisati i slikati nasilne scene u kojima se vidjela njegova mržnja prema samome sebi i ostalim ljudima. Pjesme napisane u tom razdoblju bile su manje nasilne, ali su i dalje odražavale gnjev koji nije bio prisutan u ranijim Cobainovim pjesmama. Cross je napisao: "U četiri mjeseca nakon prekida Kurt je napisao svojih šest najpoznatijih pjesmama, a svaka o njih govori o Tobi Vail." "Drain You" počinje stihom "One baby to another said 'I'm lucky to have met you,'" ("Jedna je beba drugoj rekla 'Baš imam sreće što sam te upoznala'"), što je nešto što je Vail jednom rekla Cobainu, a stih "It is now my duty to completely drain you" ("Moja je dužnost da te posve isišem") odnosi se na moć koju je Vail imala nad Cobainom tijekom njihove veze. Prema Novoselicu "'Lounge Act' govori o Tobi", a pjesma sadrži stih "I'll arrest myself, I'll wear a shield" ("Uhitit ću sama sebe, nosit ću štit"), što se odnosi na vrijeme kad je Cobain tetovirao logotip K Recordsa na ruku kako bi se dojmio Vail. Iako je "Lithium" napisana prije nego što je Cobain hodao s Vail, tekst pjesme promijenjen je kako bi aludirao na nju. Cobain je također u intervjuu s Musicianom o "Lithium" izjavio: "[U njoj su] neka od mojih najintimnijih iskustava, kao što su prekidi s djevojkama ili loše veze, osjećaj te ubojite praznine koju osjeća i osoba u pjesmi – vrlo je usamljena i bolesna."

## Naziv i ilustracije
Privremeni naziv Sheep ("Ovce") Cobain je osmislio kao šalu u kojoj je mislio na ljude za koje je očekivao da će kupiti album. U svojem je dnevniku napisao lažnu reklamu za Sheep koja je glasila: "Jer ne želite; jer svi drugi jesu" ("Because you want to not; because everyone else is.") Novoselic je pak rekao da je naziv nadahnula ciničnost skupine o reakciji javnosti na operaciju Pustinjska oluja. Kad je snimanje završilo, Cobainu je taj naziv dosadio i Novoselicu je predložio da album nazovu Nevermind ("Nemaveze"). Cobainu se sviđao takav naziv jer ga je smatrao metaforom za svoje mišljenje o životu i zato što nije gramatički točan.
Naslovnica prikazuje golu bebu dječaka, Spencera Eldena, koji pliva pod vodom prema dolaru zakačenom za udicu koji je taman izvan njegova dosega. Cobain je komentirao da mu je ideja za naslovnicu sinula kad je s Grohlom na televiziji gledao emisiju o porodima u vodi. Cobain je to spomenuo Geffenovom umjetničkom direktoru Robertu Fisheru. Fisher je pronašao neke stare snimke poroda u vodi, ali diskografskoj su kući bile preslikovite. K tome, kuća u čijem je vlasništvu bila fotografija plivajuće bebe koju je skupina željela za naslovnicu tražila je 7.500 dolara zauzvrat. Umjesto toga Fisher je fotografa Kirka Weddlea zatražio da ode do bazena i vidi koju bi bebu mogao slikati. Uslikao je pet fotografija i grupa je izabrala sliku Spencera Eldena, sina Weddleova prijatelja koji je u to vrijeme bio star četiri mjeseca. Geffen se bojao da će dječakov penis, vidljiv na fotografiji, uvrijediti neke osobe i pripremio je alternativnu naslovnicu na kojoj on nije vidljiv; popustio je kad je Cobain rekao da će kao kompromis prihvatiti jedino naljepnicu koja bi prekrila penis i na kojoj bi pisalo: "Ako vas ovo vrijeđa, vjerojatno ste pritajeni pedofil."
Na poleđini je albuma fotografija gumenog majmuna ispred kolaža koji je izradio Cobain. U kolažu je fotografija sirove govedine iz reklame za samoposlugu, slike iz Danteova Pakla i slike zaraženih vagina iz Cobaineove zbirke medicinskih fotografija. Cobain je napomenuo: "Ako se baš zagledate u sliku, vidjet ćete sliku [članova] Kissa kako stoje na govedini." U knjižici albuma nema cjelovitih tekstova; umjesto njih u knjižici se nalaze nasumični stihovi i neiskorištene strofe koje je Cobain oblikovao u pjesmu.
Za desetu, sedamanaestu i dvadeset i petu godišnjicu albuma Elden je s fotografima ponovno izradio naslovnicu albuma. Želio je biti gol za dvadeset i petu godišnjicu albuma, ali fotograf mu je savjetovao da nosi kupaće gaće. Godine 2003. pojavio se na naslovnici albuma The Dragon Experience cEvina Keya.

## Objava
Nevermind je objavljen 24. rujna 1991. godine. Američke prodavaonice albuma u početku su dobile 46.251 primjerak albuma, dok je Ujedinjeno Kraljevstvo dobilo 35.000 primjeraka – ondje je Bleach bio uspješan. Glavni singl "Smells Like Teen Spirit" objavljen je 10. rujna da bi se privukla pažnja obožavatelja alternativnog rocka, dok je idući singl "Come as You Are" objavljen u nadi za još većom pozornošću. Nekoliko dana prije objave albuma skupina je otišla na kraću američku turneju kako bi podržala uradak. Geffen se nadao da će Nevermind biti prodan u otprilike 250.000 primjeraka i tako dostići uspjeh albuma Goo Sonic Youtha, prvog uratka tog sastava koji je objavio Geffen. Nadao se i da će Nevermind do rujna 1992. postići i zlatnu nakladu, odnosno da će biti prodan u 500.000 primjeraka.
Nevermind je debitirao na 144. mjestu glazbene ljestvice Billboard 200. Geffen je distribuirao otprilike polovicu prvih primjeraka albuma diljem sjeverozapada SAD-a, gdje su ubrzo rasprodani i nisu danima bili dostupni za prodaju. Geffen je privremeno obustavio izradu svih drugih albuma kako bi zadovoljio potražnju u toj regiji. Nakon nekoliko mjeseci prodaja se povećala jer je "Smells Like Teen Spirit" neočekivano postajao sve popularniji. Glazbeni spot za tu pjesmu premijerno je prikazan na MTV-ovoj kasnonoćnoj alternativnoj emisiji 120 Minutes, a ubrzo je postao toliko popularan da ga je kanal počeo reproducirati i tijekom dana. Album je uskoro postigao zlatnu nakladu, no grupa nije iskazala pretjerano zanimanje za tu činjenicu. Novoselic je izjavio: "Da, sviđalo mi se to. Bilo je to prilično guba. Baš fora. Ali nije me baš briga za takva postignuća. Pretpostavljam da je to okej."
Kad su se članovi skupine pripremali za odlazak na europsku turneju početkom studenog 1991. godine, Nevermind je ušao u prvih top 40 mjesta ljestvice Billboard – pojavio se na broju 35. U to je vrijeme "Smells Like Teen Spirit" postao uspješnica i primjerci albuma toliko su brzo prodavani da se nijedna od Geffenovih marketinških strategija nije pokazala djelotvornom. Geffenov predsjednik Ed Rosenblatt rekao je The New York Timesu: "Nismo učinili ništa. To je jedan od tih albuma u stilu 'Miči mi se s puta i pokrij se'." Dok su bili na turneji diljem Europe koncem 1991., članovi Nirvane primijetili su da se ulaznice za nastupe prebrzo prodaju, da ih tijekom koncerata stalno salijeću televizijske ekipe i da se "Smells Like Teen Spirit" gotovo bez prestanka reproducira na radijskim stanicama i glazbenim televizijskim postajama.
Nevermind je 11. siječnja 1992. godine postao prvi Nirvanin album koji se našao na prvom mjestu Billboardove ljestvice i tako maknuo Michaela Jacksona s vrha te ljestvice. U to je vrijeme Nevermind tjedno bio prodavan u oko 300.000 primjeraka. "Come as You Are" objavljen je u ožujku 1992. kao drugi singl s albuma; pojavio se na devetom mjestu ljestvice U.K. Singles Chart i 32. mjestu ljestvice Billboard Hot 100. Druga dva singla, "Lithium" i "In Bloom", poimence su se pojavila na 11. i 28. mjestu ljestvice UK Singles Chart.
Nevermind je u studenom 1991. postigao zlatnu i platinastu nakladu, dok je dijamantnu postigao u ožujku 1999. godine. Dijamantnu je nakladu u ožujku 2001. godine postigao i u Kanadi (jer je ondje prodan u milijun primjeraka), dok je u Ujedinjenom Kraljevstvu ostvario peterostruku platinastu nakladu.

## Recenzije
Geffen je manje reklamirao Nevermind nego što je to uobičajeno za veće izdavačke kuće. Publicist diskografske kuće uglavnom se usredotočio na glazbene časopise koji su objavljivani s većim vremenskim razmakom i časopise na području Seattlea. Neočekivano pozitivne kritike recenzenata koji su dobili album ohrabrili su izdavača da poveća tiražu.
U početku Nevermind nije dobio mnogo kritika i mnogi su ga časopisi zanemarili. Nekoliko mjeseci nakon njegove objave i nakon što se "Smells Like Teen Spirit" počeo često prikazivati, razni su časopisi "hitro" odlučili napisati izvješća o tom albumu jer je postao fenomen. Međutim, mediji su se više usredotočili na Cobaina nego na sam album. Recenzije koje su se pojavile u vrijeme objave albuma uglavnom su bile pozitivne. Karen Schoemer iz The New York Timesa napisala je: "Nirvana je 'Nevermindom' zasigurno postigla uspjeh. Dovoljno je zanimljivih tekstura, promjena u atmosferi, instrumentalnih dijelova i originalnih igara riječima za nekoliko sati zabave." Zaključila je: "'Nevermind' je sofisticiraniji i pažljivije produciran od bilo čega što su kolegijalni sastavi kao što su Dinosaur Jr. i Mudhoney dosad objavili." Entertainment Weekly Nevermindu je dao ocjenu -5, a recenzent David Browne komentirao je da, za razliku od ostalih suvremenih alternativnih skupina, Nirvana na Nevermindu "nikad ne glumi" da želi zvučati "normalno". U vrlo entuzijastičnoj recenziji za britanski časopis Melody Maker Everett True napisao je: "Kad je prije toliko godina Nirvana objavila Bleach, oni među nama koji su vidjeli širu sliku shvatili su da ima potencijala snimiti album koji će poraziti svakog rivala. Bože, kako je dokazala da smo bili u pravu." Spin je za Nevermind napisao pozitivnu recenziji i dodao: "Pjevušit ćete pjesme do kraja svoga života – ili dok vam se CD/kazeta/album ne istroši." Select je usporedio grupu sa skupinama Jane's Addiction, Sonic Youth i Pixies i dodao da uradak "dokazuje da Nirvana doista zaslužuje mjesto među tim značajnim izvođačima."
Neke recenzije nisu bile posve naklonjene uratku. Rolling Stone u početku je albumu dao tri zvjezdice od njih. Recenzent Ira Robbins napisao je: "Čak iako Nirvana ne stvara ništa posve novo, na Nevermindu se nalaze pjesme, stav i smion duh koji ga čine nečim dosta većim od puke reformulacije ubrzanih uspješnica na sveučilišnim radijskim stanicama." The Boston Globe manje je bio naklonjen uratku; recenzent Steve Morse napisao je: "Veći dio Neverminda čini prosječan punk-pop kojim se već bavilo bezbrojno mnogo izvođača, od Iggyja Popa do Red Hot Chili Peppersa". Dodao je: "Grupa nema mnogo toga za reći, zadovoljava se moronskim blebletanjima pjevača i tekstopisca Cobaina."
Nevermind je izabran za najbolji album godine u anketi Pazz & Jop The Village Voicea; "Smells Like Teen Spirit" također je izglasan za najbolji singl godine i glazbeni spot godine. Nevermind je većina ispitanika izabrala za najbolji album godine, a recenzent Village Voicea Robert Christgau u svojim je popratnim bilješkama o anketi napisao: "Kao skromno pop iznenađenje [Nirvana] je mogla skromno i pobijediti, kao što je to 1990. učinio De La Soul. Međutim, zbog njezina je višeplatinastog uspjeha došlo do prvog javnog priznanja vrijednosti američkog indieja – buke, melodijica, stava – među članovima radikalnije polovice elektorata [ankete Pazz & Jop]."

## Nasljeđe
Nevermind je popularizirao pokret grungea iz Seattlea i u glavnu struju doveo alternativni rock, čime je pokazao da je komercijalno i kulturno održiv. Uspjeh tog albuma iznenadio je Nirvanine tadašnje suvremenike, koji su smatrali da ih je zasjenio uspjeh albuma. Guy Picciotto, frontmen grupe Fugazi, kasnije je izjavio: "Činilo nam se kao da su naši albumi po uspjehu ravni beskućniku koji piša u šumi ... Zbog tog ogromnog uspjeha koji je [Nirvana] postigla osjećali smo se kao da odjednom sviramo ukulele." Karen Schoemer iz New York Timesa napisala je: "Ono što je neobično u vezi s Nirvaninim Nevermindom jest to što se ne priklanja niti glavnoj struji niti slušateljima indie rocka koji su podržavali debitantski album tog sastava." Godine 1992. Jon Pareles iz The New York Timesa komentirao je da nakon uspjeha albuma "odjednom ništa nije bilo sigurno. Nitko nije znao koji će se od desetaka, možda stotinu svojeglavih, buntovnih, raščupanih sastava svidjeti milijunima ljudi koji šeću po trgovačkim centrima." Diskografske kuće skupinama su počele nuditi velike predujme, a prethodne strategije kojima se stvarala publika za izvođače alternativnog rocka zamijenila je mogućnost brzog stvaranja popularnosti u glavnoj struji.
Michael Azerrad u svojoj je knjizi o Nirvani Come as You Are: The Story of Nirvana (iz 1993.) komentirao da je Nevermind označio epohalnu generacijsku promjenu u glazbi nalik eksploziji rock and rolla 1950-ih i svršetak glazbene nadmoći generacije baby boomera. Napisao je: "Nevermind je nastao u pravo vrijeme. Bila je to glazba o novoj grupi mladih ljudi na koje se nitko nije obazirao, koje su ignorirali i na koje se gledalo svisoka, a stvarali su je i slušali isti ti ljudi." Uradak se pojavio na 17. mjestu knjige 500 najboljih albuma svih vremena Rolling Stonea, koji je dodao natuknicu: "Nijedan album u nedavnoj povijesti nije tako snažno utjecao na generaciju – naciju tinejdžera koji su odjednom postali pankeri – i imao tako katastrofalan učinak na njegova glavna autora." Gary Gersh, koji je Nirvani omogućio da potpiše ugovor s Geffen Recordsom, izjavio je: "Postoji prodaja albuma prije Nirvane i poslije nje...'Nevermind' je dokazao da to nije neka alternativna stvar koja se događa u kakvom zakutku izvan stvarnosti. To jest stvarnost."
Nevermind je nastavio dobivati pohvale kritičara nakon svoje objave i često se nalazi na visokim mjestima popisa najboljih i najutjecajnijih albuma svih vremena, a postavlja ga se i na prvo mjesto najboljih albuma 1990-ih. Pojavio se na 17. mjestu Rolling Stoneove knjige 500 najboljih albuma svih vremena, a u obnovljenom popisu iz 2012. ostao je na istom mjestu. Godine 2019. Rolling Stone također je postavio Nevermind na prvo mjesto popisa 100 najboljih albuma iz devedesetih i nazvao ga "albumom koji je jamčio da devedesete neće biti jadne." Iste se godine uradak pojavio na prvom mjestu Rolling Stoneova popisa 50 najboljih grunge albuma. The magazine ranked the album number 10 in its list of 40 Greatest Punk Albums of All Time too. Časopis Time uvrstio je album na popis "100 albuma svih vremena" iz 2006.; autor Josh Tyrangiel nazvao ga je "najboljim albumom iz devedesetih". Pitchfork je izabrao Nevermind kao šesti najbolji album desetljeća i komentirao: "Svi koji danas mrze taj album samo pokušavaju biti fora. Trebaju se malo više potruditi." Godine 2005. Kongresna biblioteka uvrstila je uradak u Nacionalni registar tonskih snimki, popis u kojem se nalaze "kulturno, povijesno ili estetski važne" glazbene snimke iz 20. stoljeća. S druge strane, Nevermind je proglašen "najviše precijenjenim albumom na svijetu" u javnoj anketi iz 2005. koju je proveo BBC. Godine 2006. čitatelji Guitar Worlda Nevermind su stavili na osmo mjesto popisa 100 najboljih gitarskih snimki. Entertainment Weekly nazvao ga je desetim najboljim albumom svih vremena na popisu iz 2013. godine. Pojavio se na 17. mjestu trećeg izdanja knjige Najboljih 1000 albuma svih vremena Colina Larkina iz 2000. godine.
Novoselic je 2019. otkrio da su izvorne vrpce za Nevermind vrlo vjerojatno nestale u požaru u Universal Studiosu 2008. godine. Taj je požar, za koji se ne zna koliko je točno bio snažan, uništio dio zgrada Universal Studiosa i gotovo sve izvorne vrpce smještene u arhivu Universal Music Groupa. Izvorne snimke izvođača kao što su Louis Armstrong i Tom Petty također su nestale u požaru.

### Reizdanja iz 2011. godine
Godine 1996. Mobile Fidelity Sound Labs objavio je Nevermind na gramofonskoj ploči kao dio serijala ANADISQ 200 i na zlatnom CD-u od 24 karata. Ti su CD-ovi sadržavali i pjesmu "Endless, Nameless". Inačica na gramofonskoj ploči brzo je rasprodana, ali je inačica na CD-u prodavana još nekoliko godina. Godine 2009. Original Recordings Group objavio je Nevermind u ograničenoj nakladi na plavoj vinilnoj ploči od 180 grama i normalnoj crnoj vinilnoj ploči od 180 grama; masterirao ih je i izrezao Bernie Grundman koristeći se izvornim analognim vrpcama.
U rujnu 2011. Universal Music Enterprises za dvadesetu godišnjicu albuma objavio je Nevermind u deluxe inačici na dvama CD-ima i super deluxe inačici na četirima CD-ima i jednom DVD-u. Prvi disk na objema inačicama sadrži izvorni album sa studijskim i koncertnim B-stranama. Drugi disk sadrži rane snimke, među kojima su snimke iz Smart Studija i neke probe snimljene pomoću radiokazetofona, ali i dvije snimke nastale u suradnji s BBC-om. Super deluxe inačica sadrži i alternativne mikseve Butcha VFiga, kao i inačice Live at the Paramounta na CD-u i DVD-u.

## Popis pjesama
Tekstovi i glazba: Kurt Cobain, osim gdje je označeno drugačije. 
| Br. | Skladba                                                                        | Autor                               | Trajanje |
| --- | ------------------------------------------------------------------------------ | ----------------------------------- | -------- |
| 1.  | »Smells Like Teen Spirit«                                                      | Cobain, Krist Novoselic, Dave Grohl | 5:01     |
| 2.  | »In Bloom«                                                                     |                                     | 4:14     |
| 3.  | »Come as You Are«                                                              |                                     | 3:39     |
| 4.  | »Breed«                                                                        |                                     | 3:03     |
| 5.  | »Lithium«                                                                      |                                     | 4:17     |
| 6.  | »Polly«                                                                        |                                     | 2:57     |
| 7.  | »Territorial Pissings«                                                         | Cobain, Chet Powers                 | 2:22     |
| 8.  | »Drain You«                                                                    |                                     | 3:43     |
| 9.  | »Lounge Act«                                                                   |                                     | 2:36     |
| 10. | »Stay Away«                                                                    |                                     | 3:32     |
| 11. | »On a Plain«                                                                   |                                     | 3:16     |
| 12. | »Something in the Way«                                                         |                                     | 3:52     |
| 13. | »Endless, Nameless« (pojavljuje se na kasnijim inačicama kao skrivena skladba) | Cobain, Novoselic, Grohl            | 6:44     |

Bilješke
- Kasnija izdanja albuma sadrže "Endless, Nameless", skrivenu skladbu koja počinje nakon deset minuta tišine od završetka pjesme "Something in the Way", zbog čega dvanaesta pjesma traje ukupno 20 minuta i 35 sekundi.
- Prvi disk na deluxe inačici albuma objavljen je zasebno kao ekskluzivni Targetov proizvod. Deluxe inačica kasnije je reizdana u posebnoj ograničenoj kolekciji od četiri gramofonske ploče.

## Zasluge
| Nirvana - Kurt Cobain (za fotografiju na poleđini zasluge su mu pripisane kao Kurdtu Kobainu) – vokali, gitara, fotografija, ideja za naslovnicu - Dave Grohl – bubnjevi, prateći vokali - Krist Novoselic (zasluge su mu pripisane kao Chrisu Novoselicu) – bas-gitara; vokali (na početku pjesme "Territorial Pissings") Dodatni glazbenici - Kirk Canning – violončelo (na pjesmi "Something in the Way") - Chad Channing – činele (na pjesmi "Polly"), bubnjevi (na snimkama iz Smart Studija) | Ostalo osoblje - Craig Doubet – pomoćnik pri tonskoj obradi, miksanje - Robin Sloane – umjetnički direktor - Spencer Elden – model na naslovnici - Robert Fisher – ilustracije, umjetnički direktor, dizajn, dizajn naslovnice - Michael Lavine – fotografija - Bob Ludwig – masteriranje (inačice objavljene za 20. obljetnicu albuma) - Jeff Sheehan – pomoćnik pri tonskoj obradi - Butch Vig – koproducent, tonska obrada - Andy Wallace – miksanje - Kirk Weddle – naslovnica - Howie Weinberg – masteriranje |

## Ljestvice
| Ljestvica (1991. – 1992.) | Najviša Pozicija |
| ------------------------- | ---------------- |
| Australija                | 2                |
| Austrija                  | 2                |
| Danska                    | 3                |
| European Top 100 Albums   | 2                |
| Finska                    | 1                |
| Francuska                 | 1                |
| Grčka                     | 1                |
| Irska                     | 1                |
| Kanada                    | 1                |
| Mađarska                  | 12               |
| Nizozemska                | 3                |
| Novi Zeland               | 2                |
| Norveška                  | 2                |
| Njemačka                  | 3                |
| Portugal                  | 3                |
| SAD (Billboard 200)       | 1                |
| Španjolska                | 2                |
| Švedska                   | 1                |
| Švicarska                 | 2                |
| Ujedinjeno Kraljevstvo    | 7                |
| Zimbabve                  | 4                |